# Frazier Kamwandi
Frazier Kamwandi (ur. 10 marca 1972) – piłkarz zambijski grający na pozycji napastnika.

## Kariera klubowa
W swojej karierze piłkarskiej Kamwandi grał w klubie Nkana FC z miasta Kitwe.

## Kariera reprezentacyjna
W reprezentacji Zambii Kamwandi zadebiutował w 1997 roku. W 1998 roku był w kadrze Zambii na Puchar Narodów Afryki 1998, jednak nie wystąpił na nim w żadnym meczu. W kadrze narodowej grał do 1999 roku. Rozegrał w niej 13 meczów i strzelił 8 goli.